# تشارلي أيتكين (لاعب مواليد 1942)
تشارلي أيتكين (بالإنجليزية: Charlie Aitken)‏ مواليد 5 يناير 1942 في إدنبرة، هو لاعب كرة قدم إسكتلندي دولي سابق كان يلعب كمدافع. لعب خلال مسيرته 585 مباراة سجل خلالها 14 هدفاً.

## المسيرة الاحترافية

### أندية لعب لها
- أستون فيلا

## روابط خارجية
- تشارلي أيتكين على موقع قاعدة بيانات كرة القدم.إي يو (الإنجليزية)
- تشارلي أيتكين على موقع Soccerbase.com (لاعب) (الإنجليزية)
- تشارلي أيتكين على موقع عالم كرة القدم.نت (الإنجليزية)